# Wir sind Helden
Wir sind Helden (с нем. — «Мы герои») — немецкая поп-рок-группа, основанная в 2000 год в Гамбурге и базирующаяся в Берлине. В состав группы вошли солистка и гитаристка Юдит Олофернес, барабанщик Пола Рой, басист Марк Тавассол и клавишник-гитарист Жан-Мишель Туретт. 
Прорыв группы произошел в 2002 году с выходом песни «Guten Tag», хотя у группы еще не было контракта на запись. Последовавший за этим дебютный альбом Die Reklamation занял 2-е место в немецких чартах и разошелся тиражом более полумиллиона экземпляров. В течение десятилетия группа выпустила альбомы Von hier an blind, Soundso и Bring mich nach Hause, которые заняли первое и второе место в немецких и австрийских чартах.
В музыке Wir sind Helden чувствуется влияние Neue Deutsche Welle, особенно в дебютном альбоме Die Reklamation. Музыка группы также характеризуется социальными комментариями в таких песнях, как «Guten Tag» и «Müssen nur wollen».
4 апреля 2012 года группа сообщила своим поклонникам, что уходит со сцены на неопределенный срок.

## История

### 2000—2002: ранние годы
До создания группы певица, автор песен и гитарист, Юдит Олофернес, выступала в берлинских клубах в качестве сольного исполнителя и самостоятельно выпустила мини-альбом Kamikazefliege (1999). Группа была основана в 2000 году после того, как она познакомилась с барабанщиком Полой Рой и клавишником / гитаристом Жаном-Мишель Туреттом на семинаре по поп-музыке в Гамбурге. Вскоре к группе присоединился Марк Тавассол в качестве басиста.
Изначально группа должна была носить название «Helden» (что означает «герои»), но это название уже использовалась другой группой, и чтобы избежать юридических споров, они изменили название на Wir sind Helden. Название было навеяно выступлением местной рок-группы под названием Die Helden, которая была первой группой, которую Олофернес увидела в живом выступлении, и песней «Heroes» английского певца Дэвида Боуи.
В 2002 году Wir sind Helden самостоятельно выпустила EP Guten Tag. Несмотря на то, что у группы не было контракта на запись, заглавную песню играли немецкие радиостанции, а видеоклип транслировался на канале MTV Germany. Группа впоследствии привлекла внимание нескольких звукозаписывающих компаний, а затем подписала контракт с лейблом EMI. Растущий интерес к группе также привел к тому, что Олофернес пригласили принять участие в «Шоу Харальда Шмидта», ночном ток-шоу на немецком телевидении.

### 2003—2004: Die Reklamation
Дебютный сингл Wir sind Helden «Guten Tag» был выпущен в феврале 2003 года, а последующим синглом стал «Müssen nur wollen», выпущенный в мае 2003 года. Критика современной жизни в обеих песнях (первая касается потребительства, а вторая — стремления к достижению) привлекла внимание газет. Оба сингла вошли в немецкий чарт синглов, где достигли 53 и 57 места.
За двумя синглами последовал дебютный альбом группы Die Reklamation, который вышел в июле 2003 года. В дополнение к быстрым панк-песням, таким как ранее выпущенные «Guten Tag» и «Müssen nur wollen», альбом также включает меланхоличные песни, такие как «Die Zeit heilt alle Wunder» и «Du erkennst mich nicht wieder».
Немецкий новостной сайт Der Spiegel отметил, что звучание Wir sind Helden сочетает в себе стороны Новой волны и Neue Deutsche Welle с современной эпохой, и назвал Die Reklamation одним из самых важных компакт-дисков 2003 года.
Die Reklamation занял в немецком чарте альбомов 6-е место, а затем на 2-е и в конечном итоге было продано более 500 000 копий. На музыкальной премии Echo 2004 года Wir sind Helden был удостоен трех наград.

### 2005—2006: Von hier an blind
Вышедший в апреле 2005 года второй альбом Wir sind Helden, Von hier an blind, показал, что группа стала более интроспективной и менее политической по сравнению с Die Reklamation. В интервью Олофернес заявила, что альбом затрагивал основной вопрос — что же глубоко внутри мешает счастью?.
Альбом Von hier an blind сразу поднялся на вершину немецкого чарта альбомов и оставался в первой десятке в течение двадцати недель. Альбом также занял первое место в австрийских чартах. Два сингла с альбома, «Gekommen um zu bleiben» и «Nur ein Wort», вошли в топ — 30 лучших хитов в немецком чарте синглов.
Позднее, в 2005 году, Wir sind Helden стали одним из хедлайнеров рок-фестиваля Rock am Ring и приняли участие в одном из концертов Live 8. Годом позднее, Олофернес и Рой поженились и образовали семью.

### 2007-2009: Soundso
В мае 2007 года вышел третий студийный альбом Wir sind Helden, Soundso, который достиг второго места в чартах Германии и Австрии. В интервью Тавассол объяснил, что общей темой альбома стало распределение ролей, индивидуальности и личностей в рамках различных ролей.
В Soundso произошло развитие звучания Wir sind Helden: влияние Neue Deutsche Welle было сведено к минимуму, а в музыку были добавлены такие музыкальные элементы, как рожки, глэм-гитары и виртуальные оркестры. Альбом также ознаменовался внедрением "музыкального юмора" в музыку группы: по словам Туретта, дуофонические гитары и синтезированные саксофоны были использованы из-за их грубости и очарования.
Первым синглом, выпущенным с Soundso, был "Endlich ein Grund zur Panik", суматошная синтипоп-песня со свингом и ска, поддерживающими припевы. Несмотря на неоднозначную реакцию поклонников, сингл занял 34-е место в немецких чартах.

### 2010–2011: Bring mich nach Hause
После трех лет отсутствия на публике, Wir sind Helden вернулись в августе 2010 года с четвертым альбомом группы, Bring mich nach Hause. К тому времени группа подписала контракт с Sony Music после ухода с Labels. Кроме того, Wir sind Helden разошлись с Патриком Маджером, который продюсировал три предыдущих альбома группы, а новый альбом был спродюсирован английским продюсером Яном Девенпортом.
При записи альбома Bring mich nach Hause, Wir sind Helden стремились использовать настоящие инструменты вместо синтезаторов. Среди дополнительных инструментов, которые можно услышать на альбоме, - аккордеон, уд, банджо и глокеншпиль. Кроме того, басист Йорг Холдингхаузен из немецкой группы Tele участвовал в записи альбома в качестве приглашенного музыканта и вокалиста.
В своем интервью Холофернес заявила, что Bring mich nach Hause имеет как меланхолическую, так и эйфорическую стороны, и назвала песню Alles песней, которая лучше всего воплощает эти две стороны. Alles был первым синглом, выпущенным с альбома, и достиг 36 места в немецком чарте синглов. Сам альбом занял № 1 в Германии и Австрии.

### 2012: перерыв на неопределённый срок
4 апреля 2012 года на официальном сайте Wir sind Helden было объявлено, что группа уходит со сцены на неопределенный срок. Участники группы ссылались на расстояние между их родными городами, требования их семейной жизни, "признаки усталости и износа" и ощущение все более невыполнимых задач. В феврале 2014 года Холофернес выпустила свой первый после Wir sind Helden сольный альбом Ein leichtes Schwert.

## Состав
- Юдит Олофернес (нем. Judith Holofernes; настоящее имя — Юдит Олфелдер фон дер Танн, нем. Judith Holfelder von der Tann)[1] — вокал, гитара
- Пола Рой (нем. Pola Roy; настоящее имя — Себастиан Рой, нем. Sebastian Roy)[1] — барабаны
- Марк Тавассол (нем. Mark Tavassol)[1] — бас-гитара
- Жан-Мишель Туретт (нем. Jean-Michel Tourette; настоящее имя — Йенс Экхофф, нем. Jens Eckhoff)[1] — клавиши, гитара

## Награды
- ECHO
  - 2004: «Best National Newcomer», «Best Marketing» (EMI label), «Best New National Talent On Radio», «Best German Video»
  - 2006: «Best National Band»
- 1 Live Krone
  - 2003: «Best New Act»
  - 2004: «Best Live Act»
  - 2005: «Best Album» (Von hier an blind)
- European Border Breakers Award
  - 2005 (за альбом Von hier an blind)

## Дискография

### Альбомы
- Die Reklamation (2003)
- Von hier an blind[48] (2005)
- Soundso (2007)
- Bring mich nach Hause (2010)

### Синглы
- Guten Tag (2003)
- Müssen nur wollen (2003)
- Aurélie (2003)
- Denkmal (2004)
- Gekommen um zu bleiben (2005)
- Nur ein Wort (2005)
- Von hier an blind (2005)
- Wenn es passiert (2006)
- Endlich ein Grund zur Panik (2007)
- Soundso (2007)
- Kaputt (2007)
- Die Konkurrenz (2008)
- Alles (2010)
- Bring mich nach Hause (2010)
- Alles auf Anfang (2011)
- Die Ballade von Wolfgang und Brigitte (2011)